# Біологічна номенклатура
Біологі́чна номенклату́ра (лат. Nomenclatura — список імен, назв) — система наукових назв видів та інших таксонів біоти: рослин, тварин, грибів і мікроорганізмів, яку використовують у біологічної класифікації та сприяє уніфікації назв організмів.
Карл Лінней, шведський лікар і ботанік, засновник сучасної систематики. Він придумав систему під назвою біноміальна номенклатура, яку використовують для іменування живих істот і групування подібних організмів у категорії. Сьогодні біологи все ще використовують систему класифікації Ліннея, але досягнення в галузі генетики та еволюційна теорія призвела до того, що деякі початкові категорії Ліннея були змінені, щоб краще відображати взаємозв’язки між організмами.
Величезна різноманітність видів рослин (близько 600 тис.) і тварин (близько 1,5 млн), що існують на Землі, і ще більша — тих, що існували в минулі геологічні епохи, вимагає чіткого встановлення їхніх наукових назв. З цією метою, на відміну від різноманітних народних назв, що вживались і в науці, в 17-18 століттях почали застосовувати міжнародну біологічну номенклатуру на основі латинської мови. Велике значення для вироблення її мало запровадження біноміальної номенклатури. Відповідно до міжнародних латинських назв видів рослин, тварин, грибів, бактерій та архей, встановлюють біноміальні назви мовами окремих народів, як і назви культур.
Номенклатура в біологічній класифікації - це  система найменування організмів. Вид, до якого належить організм, позначається двома словами, назвами роду та виду, які є латинізованими словами, отриманими з різних джерел. Цю систему, яку називають системою біноміальної номенклатури Ліннея, встановив у 1750-х роках Карл Лінней. Після роботи Ліннея відбулося поширення біноміальних назв, оскільки були створені нові види та сформувалися вищі таксономічні категорії, внаслідок чого до кінця 19 століття в номенклатурі багатьох груп організмів було багато плутанини. У 20 столітті встановлення правил міжнародними комітетами в галузях зоології, ботаніки, бактеріології та вірусології багато зробило для прояснення ситуації.
Всупереч поширеній думці про те, що наукові назви, один раз присвоєні, є фіксованими та універсальними у використанні, постійні дослідження взаємозв’язків організмів та вивчення історії назв у поєднанні з розбіжностями між вченими щодо вірогідності певних назв, призводять до деяких добре відомих видів, застосовуються кілька назв. Однак міжнародні правила поступово вносять стабільність у таксономію багатьох груп шляхом мінімізації змін назв, використання стандартних методів встановлення нових назв і функціонування шанованих комітетів для вирішення спорів.

## Проєкт Біокоду[3]
Потреба в більш уніфікованому підході до біологічної номенклатури вже давно усвідомлена, і це особливо турбує Міжнародний союз біологічних наук (IUBS). Узгоджені дії щодо розв'язання проблеми виникли на симпозіумі, що відбувся під час Міжнародного конгресу систематичної та еволюційної біології в 1985 році. Тиск для гармонізації між різними кодексами виникає через уніфікацію біології як дисципліни та, як наслідок, труднощів у викладанні номенклатури, невідповідності між різними кодексами. Кодекси та царства життя, які зараз визнані, потреби користувачів у підвищенні стабільності імен, потреби систематиків витрачати менше часу на номенклатуру та труднощі, з якими стикаються країни, що розвиваються. Крім того, існуючі Кодекси виявили, що їм доводилося стикатися з подібними проблемами, наприклад, стосовно електронної публікації, живих типів імен, організмів, які можуть розглядатися згідно з різними Кодексами залежно від того, чи їх тлумачать як тварин, чи рослин, захищені списки імен та реєстрація нових запропонованих назв.
Рух у напрямку гармонізації відбувається за трьома напрямками: гармонізація термінології, внесення подібних положень у всі кодекси, де виникають нові проблеми, та розробка уніфікованого кодексу, який застосовуватиметься до всіх видів організмів. 1995 року IUBS та Міжнародний союз мікробіологічних товариств, два органи, які контролюють усі п’ять кодексів, спільно заснували Міжнародний комітет з біономенклатури для просування цих ініціатив. Цей Комітет, який складається з представників органів, відповідальних за п’ять кодів організмів, випустив проєкт Біокоду: перспективні міжнародні правила для наукових назв організмів для обговорення в 1996 році, а переглянута версія була підготовлена в 1997 році. прогрес у гармонізації, досягнутий на той час, оскільки механізми для створення списків доступних імен і реєстрації тоді не були доступні. Однак ця позиція змінилася, оскільки ставало все очевиднішим, що різні Кодекси мали подібні проблеми, і що зростала кількість випадків, коли виникали проблеми з рішенням, чи є певні групи організмів частиною ботаніки чи зоології – коли вони фактично не належали ні до рослинного, ні до тваринного світу. Отже, у 2009 році Міжнародний союз біологічних наук ініціював програму перегляду проєкту Біокоду (1997).
У грудні 2010 року була опублікована переглянута версія цього Кодексу, Проєкт Біокоду (2011), підготовлений робочою групою Міжнародного комітету з біономенклатури та з урахуванням нових технологічних розробок. обговорювався на Міжнародному конгресі систематичної та еволюційної біології в Берліні в лютому 2011 року. Цей Конгрес схвалив Кодекс для подальшого перегляду після відгуків окремих осіб, і очікується, що нова версія буде представлена на майбутній Генеральній Асамблеї IUBS у 2012 році. BioCode не має на меті замінити поточну серію кодексів, а надає їм всеосяжну структуру. Перед тим, як вони набудуть чинності, знадобляться деякі зміни в спеціальних кодексах, зокрема вимога про реєстрацію нових імен і номенклатурних актів, обмеження діагнозів англійською або латинською мовою, а також можливість захищати імена та їх використання за допомогою прийнятих списків. Ці зміни, спрямовані на поширення загальноприйнятих практик і правил, зараз обговорюються або були впроваджені різними відповідальними органами. Цей Кодекс, на додаток до інших питань, також спрямований на заборону використання одних і тих самих назв для різних організмів за окремими кодексами та приймає принцип зоологічного кодексу щодо узгодженого статусу назв у межах рангових груп. Очікується, що протягом наступних кількох років остаточна версія Біокоду, за умови схвалення уповноваженими органами, буде запропонована для прийняття Міжнародним конгресом систематичної та еволюційної біології, Міжнародним союзом біологічних наук та Міжнародний союз мікробіологічних товариств.
Побічним продуктом зусиль Міжнародного комітету з біономенклатури щодо гармонізації термінології між різними кодексами стало складання глосарія термінів. Перший проєкт 1994 року включав 1175 термінів, які зросли до понад 2100 у розширеній версії «Терміни, що використовуються в біономенклатурі: найменування організмів (і рослинних спільнот)».
Утворення й застосування наукових назв регламентуються кодексами (правилами) номенклатури, зокрема:
- «Міжнародним кодексом ботанічної номенклатури» (ICBN),
- «Міжнародним кодексом номенклатури культурних рослин» (ICNCP),
- «Міжнародним кодексом зоологічної номенклатури» (ICZN) та
- «Міжнародним кодексом номенклатури бактерій» (ICNB).

## Джерело
- С. В. Межжерін. Біологічна номенклатура [Архівовано 30 червня 2020 у Wayback Machine.] / ЕСУ